# Unione Rugby Capitolina 2007-2008

## Super 10 2007-08

### Stagione regolare
| Incontro                     | Andata | Ritorno |
| ---------------------------- | ------ | ------- |
| Calvisano — Capitolina       | 23-24  | 23-6    |
| Capitolina — Amatori Catania | 56-21  | 32-5    |
| Benetton — Capitolina        | 24-3   | 31-26   |
| Capitolina — Veneziamestre   | 24-17  | 9-14    |
| Parma — Capitolina           | 22-13  | 19-20   |
| Capitolina — Rovigo          | 8-12   | 6-23    |
| Petrarca — Capitolina        | 35-19  | 12-26   |
| Capitolina — Viadana         | 20-16  | 12-18   |
| GRAN Parma — Capitolina      | 25-18  | 18-21   |

#### Risultati della stagione regolare
| Posizione | G  | V | N | P  | PF  | PS  | DP  | B | Pt |
| --------- | -- | - | - | -- | --- | --- | --- | - | -- |
| 7ª        | 18 | 8 | 0 | 10 | 343 | 358 | -15 | 7 | 39 |

## Coppa Italia 2007-08

### Prima fase
| Incontro                     | Risultato |
| ---------------------------- | --------- |
| Capitolina — Parma           | 21-27     |
| Calvisano — Capitolina       | 26-11     |
| Amatori Catania — Capitolina | 26-11     |
| Capitolina — Viadana         | 18-19     |

#### Risultati della prima fase
| Posizione | G | V | N | P | PF | PS | DP  | B | Pt |
| --------- | - | - | - | - | -- | -- | --- | - | -- |
| 5ª        | 4 | 0 | 0 | 4 | 61 | 98 | -37 | 3 | 3  |